# Provincia di Virú
La provincia di Virú è una provincia del Perù, situata nella regione di La Libertad.

## Geografia antropica

### Suddivisioni amministrative
È divisa in 3 distretti:
- Chao
- Guadalupito
- Virú